# Elección al Senado de los Estados Unidos en Iowa de 2020
La Elección al Senado de los Estados Unidos en Iowa se llevó a cabo el 3 de noviembre de 2020, para elegir a un miembro del Senado de los Estados Unidos para representar al Estado de Iowa, al mismo tiempo que las elecciones presidenciales de los Estados Unidos de 2020, así como otras elecciones al Senado de los Estados Unidos en otros estados, elecciones a la Cámara de Representantes de los Estados Unidos y diversas elecciones estatales y locales. Las primarias se llevaron a cabo el 2 de junio.

## Elección general

### Predicciones
| Fuente                | Clasificación   | Desde                  |
| --------------------- | --------------- | ---------------------- |
| Cook Political Report | Competitivo     | 29 de octubre de 2020  |
| Inside Elections      | Competitivo     | 28 de octubre de 2020  |
| Sabato's Crystal Ball | Pequeña ventaja | 2 de noviembre de 2020 |
| 270toWin              | Competitivo     | 2 de noviembre de 2020 |
| Político              | Competitivo     | 2 de noviembre de 2020 |

### Encuestas
Resumen gráfico 
| Fuente de la encuesta                                                                                  | Fecha(s) de realización                | Tamaño de muestra | Margen de error | Joni Ernst (R) | Theresa Greenfield (D) | Otro Indecisos |
| --- | -------------------------------------- | ----------------- | --------------- | -------------- | ---------------------- | -------------- |
| Public Policy Polling                                                                                  | 1-2 de noviembre de 2020               | 871 (V)           | –               | 47%            | 48%                    | 5%             |
| Civiqs/Daily Kos                                                                                       | 29 de octubre - 1 de noviembre de 2020 | 853 (LV)          | ± 3.7%          | 47%            | 50%                    | 2%             |
| Emerson College                                                                                        | 29-31 de octubre de 2020               | 604 (LV)          | ± 3.9%          | 48%            | 51%                    | 2%             |
| Data for Progress                                                                                      | 27 de octubre - 1 de noviembre de 2020 | 951 (LV)          | ± 3.2%          | 45%            | 49%                    | 6%             |
| InsiderAdvantage/Center for American Greatness Archivado el 1 de noviembre de 2020 en Wayback Machine. | 30 de octubre de 2020                  | 400 (LV)          | ± 4.9%          | 51%            | 45%                    | 4%             |
| Selzer & Co./Des Moines Register                                                                       | 26-29 de octubre de 2020               | 814 (LV)          | ± 3.4%          | 46%            | 42%                    | 11%            |
| Quinnipiac University                                                                                  | 23-27 de octubre de 2020               | 1,225 (LV)        | ± 2.8%          | 48%            | 46%                    | 1%             |
| RABA Research                                                                                          | 21-24 de octubre de 2020               | 693 (LV)          | ± 4%            | 45%            | 51%                    | –              |
| Emerson College                                                                                        | 19-21 de octubre de 2020               | 435 (LV)          | ± 4.7%          | 51%            | 46%                    | 3%             |
| RMG Research Archivado el 31 de octubre de 2020 en Wayback Machine.                                    | 15-21 de octubre de 2020               | 800 (LV)          | ± 3.5%          | 43%            | 46%                    | 10%            |
| RMG Research Archivado el 31 de octubre de 2020 en Wayback Machine.                                    | 15-21 de octubre de 2020               | 800 (LV)          | ± 3.5%          | 41%            | 48%                    | 10%            |
| RMG Research Archivado el 31 de octubre de 2020 en Wayback Machine.                                    | 15-21 de octubre de 2020               | 800 (LV)          | ± 3.5%          | 45%            | 45%                    | 10%            |
| Siena College/NYT Upshot                                                                               | 18-20 de octubre de 2020               | 753 (LV)          | ± 3.9%          | 45%            | 45%                    | 12%            |
| Insider Advantage (R) Archivado el 21 de octubre de 2020 en Wayback Machine.                           | 18-19 de octubre de 2020               | 400 (LV)          | ± 4.9%          | 43%            | 48%                    | 8%             |
| Monmouth University                                                                                    | 15-19 de octubre de 2020               | 501 (RV)          | ± 4.4%          | 47%            | 47%                    | 5%             |
| Monmouth University                                                                                    | 15-19 de octubre de 2020               | 501 (RV)          | ± 4.4%          | 47%            | 49%                    | –              |
| Monmouth University                                                                                    | 15-19 de octubre de 2020               | 501 (RV)          | ± 4.4%          | 45%            | 51%                    | –              |
| Data for Progress (D)                                                                                  | 8-11 de octubre de 2020                | 822 (LV)          | ± 3.4%          | 43%            | 47%                    | 10%            |
| YouGov/CBS                                                                                             | 6-9 de octubre de 2020                 | 1,022 (LV)        | ± 3.5%          | 43%            | 47%                    | 10%            |
| Opinion Insight (R)                                                                                    | 5-8 de octubre de 2020                 | 800 (LV)          | ± 3.46%         | 47%            | 45%                    | 8%             |
| Civiqs/Daily Kos                                                                                       | 3-6 de octubre de 2020                 | 756 (LV)          | ± 3.9%          | 46%            | 49%                    | 6%             |
| Quinnipiac University                                                                                  | 1-5 de octubre de 2020                 | 1,205 (LV)        | ± 2.8%          | 45%            | 50%                    | 5%             |
| Data for Progress (D)                                                                                  | 23-28 de septiembre de 2020            | 743 (LV)          | ± 3.6%          | 42%            | 44%                    | 14%            |
| Data for Progress (D)                                                                                  | 23-28 de septiembre de 2020            | 743 (LV)          | ± 3.6%          | 45%            | 46%                    | 9%             |
| Hart Research Associates (D)                                                                           | 24-27 de septiembre de 2020            | 400 (LV)          | ± 4.9%          | 48%            | 48%                    | –              |
| RABA Research                                                                                          | 23-26 de septiembre de 2020            | 780 (LV)          | ± 4%            | 39%            | 51%                    | –              |
| Monmouth University                                                                                    | 18-22 de septiembre de 2020            | 402 (RV)          | ± 4.9%          | 47%            | 47%                    | 5%             |
| Monmouth University                                                                                    | 18-22 de septiembre de 2020            | 402 (RV)          | ± 4.9%          | 46%            | 49%                    | 5%             |
| Monmouth University                                                                                    | 18-22 de septiembre de 2020            | 402 (RV)          | ± 4.9%          | 47%            | 48%                    | 5%             |
| Siena College/NYT Upshot                                                                               | 16-22 de septiembre de 2020            | 501 (LV)          | ± 4.99%         | 40%            | 42%                    | 19%            |
| Selzer/Des Moines Register                                                                             | 14-17 de septiembre de 2020            | 658 (LV)          | ± 3.8%          | 42%            | 45%                    | 12%            |
| Fabrizio Ward/Hart Research Associates                                                                 | 30 de agosto - 5 de septiembre de 2020 | 800 (LV)          | ± 3.5%          | 50%            | 45%                    | 5%             |
| Opinion Insight (R)                                                                                    | 30 de agosto - 2 de septiembre de 2020 | 800 (LV)          | ± 3.46%         | 49%            | 43%                    | 7%             |
| Public Policy Polling                                                                                  | 13-14 de agosto de 2020                | 729 (V)           | ± 4.1%          | 45%            | 48%                    | 8%             |
| Monmouth University                                                                                    | 30 de julio - 3 de agosto de 2020      | 401 (RV)          | ± 4.9%          | 48%            | 45%                    | 6%             |
| Monmouth University                                                                                    | 30 de julio - 3 de agosto de 2020      | 401 (RV)          | ± 4.9%          | 48%            | 47%                    | 6%             |
| Monmouth University                                                                                    | 30 de julio - 3 de agosto de 2020      | 401 (RV)          | ± 4.9%          | 48%            | 47%                    | 5%             |
| Data for Progress                                                                                      | 24 de julio - 2 de agosto de 2020      | 1,101 (LV)        | ± 3.2%          | 43%            | 45%                    | 11%            |
| RMG Research                                                                                           | 23-30 de julio de 2020                 | 500 (RV)          | ± 4.5%          | 36%            | 40%                    | 24%            |
| Spry Strategies (R)                                                                                    | 11-16 de julio de 2020                 | 701 (LV)          | ± 3.7%          | 43%            | 45%                    | 12%            |
| GQR Research (D)                                                                                       | 23-28 de junio de 2020                 | 800 (LV)          | ± 3.5%          | 47%            | 49%                    | 4%             |
| Selzer/Des Moines Register                                                                             | 7-10 de junio de 2020                  | 674 (LV)          | ± 3.8%          | 43%            | 46%                    | 11%            |
| Civiqs/Daily Kos                                                                                       | 6-8 de junio de 2020                   | 865 (RV)          | ± 3.8%          | 45%            | 48%                    | 6%             |
| Public Policy Polling (D) Archivado el 13 de noviembre de 2020 en Wayback Machine.                     | 3-4 de junio de 2020                   | 963 (V)           | ± 3.4%          | 43%            | 45%                    | 12%            |
| Public Policy Polling                                                                                  | 30 de abril - 1 de mayo de 2020        | 1,222 (V)         | ± 2.8%          | 43%            | 42%                    | 14%            |
| Public Policy Polling (D)                                                                              | 13-15 de diciembre de 2019             | 944 (V)           | ± 3.4%          | 47%            | 41%                    | 12%            |
| Emerson College                                                                                        | 13-16 de octubre de 2019               | 888 (RV)          | ± 3.2%          | 47%            | 40%                    | 14%            |
| Lake Research Partners (D)                                                                             | 24-29 de abril de 2019                 | 500 (LV)          | ± 4.4%          | 56%            | 34%                    | –              |

#### Encuesta hipotética
con Eddie Mauro
| Fuente de la encuesta      | Fecha(s) de realización | Tamaño de muestra | Margen de error | Joni Ernst (R) | Eddie Mauro (D) | Otro Indecisos |
| -------------------------- | ----------------------- | ----------------- | --------------- | -------------- | --------------- | -------------- |
| RABA Research/Eddie Mauro  | 7-9 de mayo de 2020     | 632 (LV)          | ± 3.9%          | 42%            | 42%             | –              |
| Lake Research Partners (D) | 24-29 de abril de 2020  | 500 (LV)          | ± 4.4%          | 58%            | 33%             | –              |
| Lake Research Partners (D) | 24-29 de abril de 2020  | 500 (LV)          | ± 4.4%          | 49%            | 44%             | –              |

con Joni Ernst y demócrata genérico
| Fuente de la encuesta     | Fecha(s) de realización          | Tamaño de muestra | Margen de error | Joni Ernst (R) | Demócrata genérico | Otro Indecisos |
| ------------------------- | -------------------------------- | ----------------- | --------------- | -------------- | ------------------ | -------------- |
| Public Policy Polling     | 29-30 de abril de 2019           | 780 (V)           | ± 3.5%          | 48%            | 44%                | –              |
| Public Policy Polling (D) | 30 de junio - 1 de julio de 2017 | 784 (V)           | ± 3.6%          | 48%            | 41%                | 12%            |

Con oponente genérico
| Fuente de la encuesta            | Fecha(s) de realización | Tamaño de muestra | Margen de error | Joni Ernst (R) | Oponente genérico | Otro Indecisos |
| -------------------------------- | ----------------------- | ----------------- | --------------- | -------------- | ----------------- | -------------- |
| Des Moines Register/Selzer & Co. | 2-5 de marzo de 2020    | 667 (LV)          | ± 3.8%          | 41%            | 31%               | 29%            |

Con un republicano genérico vs. un demócrata genérico
| Fuente de la encuesta      | Fecha(s) de realización | Tamaño de muestra | Margen de error | Republicano genérico | Demócrata genérico | Otro Indecisos |
| -------------------------- | ----------------------- | ----------------- | --------------- | -------------------- | ------------------ | -------------- |
| Lake Research Partners (D) | 24-29 de abril de 2019  | 500 (LV)          | ± 4.4%          | 45%                  | 41%                | –              |

### Resultados
| Elección al Senado de los Estados Unidos en Iowa de 2020 | Elección al Senado de los Estados Unidos en Iowa de 2020 | Elección al Senado de los Estados Unidos en Iowa de 2020 | Elección al Senado de los Estados Unidos en Iowa de 2020 | Elección al Senado de los Estados Unidos en Iowa de 2020 | Elección al Senado de los Estados Unidos en Iowa de 2020 |
| Partido                                                  | Partido                                                  | Candidato/a                                              | Votos                                                    | %                                                        |                                                          |
| -------------------------------------------------------- | -------------------------------------------------------- | -------------------------------------------------------- | -------------------------------------------------------- | -------------------------------------------------------- | -------------------------------------------------------- |
|                                                          | Republicano                                              | Joni Ernst (titular)                                     | 864,997                                                  | 51.74%                                                   |                                                          |
|                                                          | Demócrata                                                | Theresa Greenfield                                       | 754,859                                                  | 45.15%                                                   |                                                          |
|                                                          | Libertario                                               | Rick Stewart                                             | 36,961                                                   | 2.21%                                                    |                                                          |
|                                                          | Independiente                                            | Suzanne Herzog                                           | 13,800                                                   | 0.83%                                                    |                                                          |
| Total                                                    | Total                                                    | Total                                                    | 1,671,828                                                | 100.0%                                                   |                                                          |
| Margen de victoria                                       | Margen de victoria                                       | Margen de victoria                                       | 110,138                                                  | 6.59%                                                    |                                                          |
|                                                          | Control Republicano                                      |                                                          |                                                          |                                                          |                                                          |